# Susan McKinney Steward

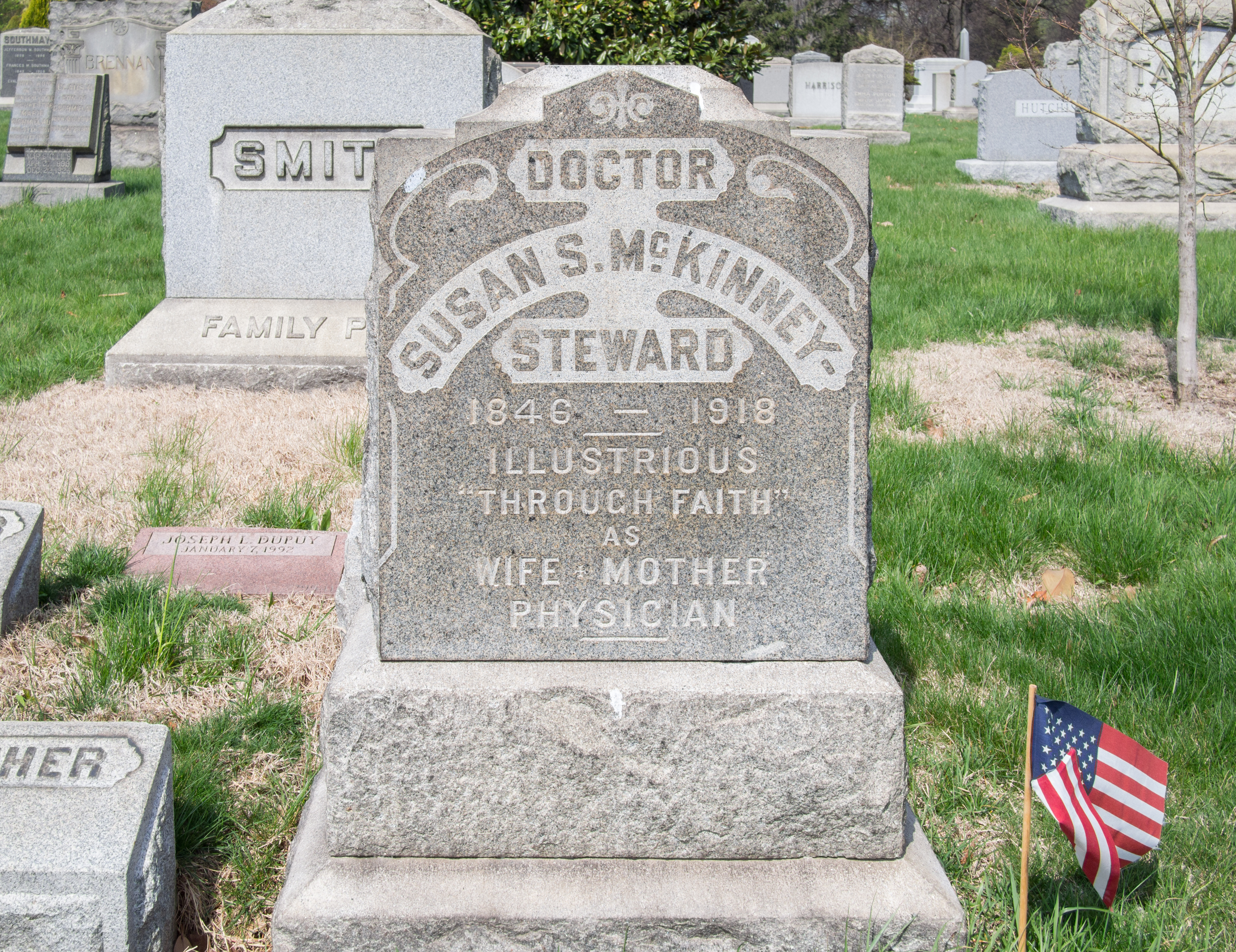
Tombe de Susan McKinney-Steward au Cimetière de GreenWood de Brooklyn, à New York.

Susan Maria McKinney Steward (mars 1847 – 17 mars 1918) était une médecin américain et auteur. Elle était la troisième femme afro-Américaine diplômée de médecine, et la première dans l'état de New York.
La carrière médicale de Mc Kinney Steward s'est centrée sur les soins prénatals et les maladies infantiles. De 1870 à 1895, elle a dirigé son propre cabinet à Brooklyn et a cofondé le Brooklyn Women's Homeopathic Hospital and Dispensery.  Elle a également siégé au conseil de direction et prodigué des soins au Brooklyn Home For Aged Colored People. À partir de 1906, elle était le médecin attitré à l' African Methodist Episcopal Church's Wilberforce University. en Ohio.
En 1911, elle a participé au Premier Congrès universel des races, où elle a présenté un rapport intitulé "Colored American Women" (Femmes de couleur américaines).

## Biographie
Susan Mc Kinney est née à Crown Heights, Brooklyn. Elle est la fille d'Anne et Sylvanus Smith. Sa sœur, Sarah J. Grenat, est la première femme afro-américaine à occuper le poste de directrice d'école dans le système scolaire public de la ville de New York.
Le décès de son frère durant la Guerre de Sécession et l'épidémie de choléra à Brooklyn en 1866 ont motivé Mc-Kinney Steward à entreprendre des études de médecine. Elle étudie dès 1867 au New York Medical Medical College for Women (École de médecine pour femmes de New York) et en sort diplômée en 1869 en tant que major de promotion.
La carrière médicale de Mc Kinney Steward s'est centrée sur les soins prénatals et les maladies infantiles et elle a soigné des patients de toutes les races. De 1870 à 1895, elle a dirigé son propre cabinet à Brooklyn et a cofondé le Brooklyn Women's Homeopathic Hospital and Dispensery.  Elle a également siégé au conseil de direction et prodigué des soins au Brooklyn Home For Aged Colored People (Home pour personnes âgées de couleur de Brooklyn).
En 1871, elle épouse le pasteur William G. McKinney, originaire de Caroline du Sud. Ils ont eu deux enfants ensemble. William G. McKinney meurt en 1894. En 1896, elle se marie en secondes noces avec Théophile Gould Steward, aumônier de l'armée américaine. Elle le suit dans ses déplacements dans le Montana, le Nebraska et le Texas.
En 1906, tous les deux trouvent du travail à l'Université de Wilberforce de l'Église Épiscopale Méthodiste Africaine dans l'Ohio, où Susan travaille en tant que médecin rattaché à cette université. Susan a alors un troisième enfant avecThéophile Gould Steward.